# Internationale Slavernij-Conventie
De Internationale Slavernij-conventie 1926, Slavernijverdrag van 1926 of het Verdrag ter bestrijding van de slavenhandel en de slavernij is een internationaal verdrag dat tot stand kwam onder auspiciën van de Volkenbond.
Het werd door de verdragsluitende partijen ondertekend op 25 september 1926 en werd van kracht op 9 maart 1927.
Onder "slavernij" wordt op grond van dit verdrag verstaan de staat of toestand van een persoon over wie eigendomsrechten, hetzij in volle omvang, hetzij in beperkte mate, worden uitgeoefend, en betekent "slaaf” de persoon die een dergelijke staat heeft of zich in een dergelijke toestand bevindt;

## Voorgeschiedenis
In de 19e eeuw rezen in de Westerse wereld steeds meer bezwaren tegen de praktijken van slavernij en slavenhandel. In de Verenigde Staten zou de afschaffing van de slavernij zelfs een belangrijk issue worden in de aanleidingen tot de Amerikaanse Burgeroorlog. Ook de Europese landen hadden met slavernij en slavenhandel, en de morele bezwaren daartegen, te maken in de koloniën.
Reeds in 1840 en 1843 werd door de Britse General Anti-Slavery Convention, georganiseerd door de British and Foreign Anti-Slavery Society te Londen, herhaaldelijk opgeroepen tot de totstandkoming van internationale overeenkomsten ter bestrijding van slavernij en slavenhandel. De regering van Groot-Brittannië sloot op 4 augustus 1877 te Alexandrië met Egypte en op 25 januari 1880 te Constantinopel met de sultan van het Ottomaanse rijk conventies ter bestrijding van de slavenhandel.
In de Conventie van Brussel uit 1890 verklaarden de ondertekenaars de "handel in Afrikaanse slaven" te willen tegengaan.
De daar aangenomen Akte van Brussel werd aangevuld en herzien door het Verdrag van Saint-Germain-en-Laye, dat op 10 september 1919 werd ondertekend door de overwinnende mogendheden van de Eerste Wereldoorlog.
Na de oprichting van de Volkenbond werd het slavernijprobleem tijdens de Derde Vergadering op de agenda gezet in 1922 door Sir Arthur Steel-Maitland, vertegenwoordiger voor Nieuw-Zeeland en latere Britse Minister van Arbeid voor de Conservative Party. Hij wees daarbij met name op de slavernij in Abessinië. Hierop verzocht de Algemene Vergadering van de Volkenbond de Raad een rapport op te stellen voor de Vierde Vergadering in 1923. De Raad zond daartoe een vragenlijst aan de lidstaten van de Volkenbond, waarop slechts vijftien van de tweeënvijftig antwoordden. De Vergadering droeg vervolgens de Raad op een orgaan op te richten om het slavernijprobleem te onderzoeken, teneinde meer informatie te verkrijgen, met name van de regeringen van niet-lidstaten.

### Temporary Slavery Commission
In juni 1924 werd door de Algemene Vergadering van de Volkenbond de Temporary Slavery Commission ingesteld. Deze kwam tweemaal bijeen om het probleem te inventariseren, daarover te rapporteren en een ontwerptekst op te stellen. De commissie was gemengd van samenstelling en bevatte voormalige koloniale gouverneurs, evenals een Haïtiaans lid en een vertegenwoordiger van de Internationale Arbeidsorganisatie.

#### Eerste sessie en rapportering 1924
De commissie kwam voor het eerst bijeen in juli 1924 in Genève. Het eerste probleem dat werd behandeld, was de vraag of het onderzoek zou moeten worden beperkt tot "werkelijke slavernij" of ook moest kijken naar (andere) omstandigheden waar mensen werden gedwongen voor anderen te werken.
Deze Commissie stelde aan de Vijfde Vergadering van de Volkenbond in 1924 onder meer voor dat zij zich moest richten op zowel slavernij als alles wat op dwangarbeid neerkwam, het afstaan van meisjes voor een fictieve bruidsschat en de toezegging van menselijke diensten om schulden af te lossen. De Vijfde Vergadering stemde in met alle voorstellen.

#### Tweede sessie en rapportering 1925
De tweede en laatste sessie van de Commissie vond plaats in juli 1925. Er was geen informatie ontvangen van meerdere landen die speciale belangstelling genoten, waaronder Turkije, Afghanistan, Perzië, Egypte en de Hedjaz. De Commissie meldde dat er nog steeds slavenjachten plaatsvonden in Noordwest-Afrika en deed de aanbeveling dat de lidstaten Frankrijk en Italië daartegen actie zouden ondernemen, die een groot deel van het gebied koloniseerden. Tevens was vastgesteld dat er openlijk slavenhandel plaatsvond op het Arabisch Schiereiland. De meeste slaven waren Afrikanen die naar Arabië werden verscheept. De Commissie meldde dat Britse, Franse en Italiaanse
oorlogsschepen konden patrouilleren in de Rode Zee en voor de Arabische kust om te trachten die handel op zijn minst te verminderen. De meest effectieve manier om slavernij te bestrijden moest echter bestaan uit een verbod op slavernij in elk land, waartoe staten zich zouden verplichten middels internationale overeenkomsten om aldus slavernij en slavenhandel tegen te gaan. Voor effectieve handhaving werd voorgesteld dat alle geïnteresseerde
Europese mogendheden en Egypte daartoe zouden worden uitgenodigd.

## Definities
In de tekst van het Slavernijverdrag van 1926 werden vervolgens concrete regels en bepalingen vastgelegd om de onderdrukking van de slavernij en de slavenhandel te bevorderen.
Slavernij werd volgens de definitiebepaling in artikel 1 omschreven als:
"de status of toestand van een persoon over wie enige of alle bevoegdheden verbonden aan het eigendomsrecht worden uitgeoefend"
en de slavenhandel werd gedefinieerd als omvattende:
"alle handelingen met betrekking tot het vangen, verwerven of wegvoeren van een persoon met de bedoeling hem tot slavernij te reduceren; alle handelingen die betrokken zijn bij de verwerving van een slaaf met het oog op de verkoop of ruil van hem; alle handelingen van verwijdering door verkoop of ruil van een slaaf die is verworven om te worden verkocht of geruild, en, in het algemeen, elke handeling van handel of transport in slaven."

## Inhoud (samengevat)
De verdragspartijen kwamen overeen de slavenhandel te voorkomen en te onderdrukken en geleidelijk de volledige uitbanning van slavernij in hun eigen jurisdicties in al zijn vormen te bewerkstelligen (artikel 2).
De partijen verbonden zich ertoe zware straffen af te kondigen voor slavenhandel, slavenbezit en slavernij (artikel 6).

## Effectuering
De Volkenbond beschikte niet over middelen om staten te bewegen tot het gehoorzamen van verdragsbepalingen. Het opheffen van slavernij werd wel als een voorwaarde gesteld voor het lidmaatschap van Abessinië, het huidige Ethiopië dat zich pas in 1969 bij de Conventie zou aansluiten. Tegen 1922 was Ethiopië onder niet-aflatende druk komen te staan om een einde te maken aan de slavernij van westerse nieuwsmedia, met name de Britse pers, evenals antislavernijgroepen zoals de Anti-Slavery and Aborigines Protection Society.
Hoewel het christelijk deel van de bevolking van dit land zich van slavernij afzijdig hield, werd die er pas afgeschaft tijdens de Italiaanse bezettingsperiode middels twee wetten in oktober 1935 en april 1936. De Italiaanse regering gebruikte de afschaffing van de slavernij als rechtvaardiging voor de Tweede Italiaans-Ethiopische Oorlog en de gedwongen annexatie van het land. Na het einde van de Tweede Wereldoorlog, het herstel van het keizerlijke Ethiopië en op aandringen van de Westerse geallieerden uit de Tweede Wereldoorlog, schafte dit land op 26 augustus 1942 officieel de slavernij en onvrijwillige dienstbaarheid af.

## Aangesloten staten
De bij de conventie aangesloten staten (in alfabetische volgorde met jaartal van toetreding):
Afghanistan (1954), Albanië (1957), Algerije (1963), Australië (1953), Azerbeidzjan (1996), Bahama's (1976), Bahrein (1990), Bangladesh (1985), Barbados (1976), België (1962), Bolivia (1983), Bosnië en Herzegovina (1993), Brazilië (1966), Canada (1953), Chili (1995), China (1955), Cuba (1954), Cyprus (1986), Denemarken (1954), Dominica (1994), Duitsland (1973), Ecuador (1955), Egypte (1954), Ethiopië (1969), Fiji (1972), Filipijnen (1955), Finland (1954), Frankrijk (1963), Griekenland (1955), Guatemala (1983), Guinee (1963), Hongarije (1958), Ierland (1961), India (1954), Irak (1955), Israël (1955), Italië (1954), Jamaica (1964), Jemen (1987), Jordanië (1959), Kameroen (1984), Kazachstan (2008), Kirgizië (1997), Koeweit (1963), Kroatië (1992), Lesotho (1974), Liberia (1953), Libië (1957), Madagaskar (1964), Malawi (1965), Mali (1973), Malta (1966), Marokko (1959), Mauritanië (1986), Mauritius (1969), Mexico (1954), Monaco (1954), Mongolië (1968), Montenegro (2006), Myanmar (1957), Nederland (1955), Nepal (1963), Nicaragua (1986), Nieuw-Zeeland (1953), Niger (1964), Nigeria (1961), Noorwegen (1957), Oeganda (1964), Oekraïne (1959, als de Oekraïense SSR), Oostenrijk (1954), Pakistan (1955), Papoea-Nieuw-Guinea (1982), Paraguay (2007), Roemenië (1957), Rusland (1956, als de Sovjet-Unie), Saint Lucia (1990), Saint Vincent en de Grenadines (1981), Saoedi-Arabië (1973), Salomonseilanden (1981), Servië (2001, als Servië en Montenegro), Sierra Leone (1962), Soedan (1957), Spanje (1927), Sri Lanka (1958), Syrië (1954), Tanzania (1962), Trinidad en Tobago (1966), Tunesië (1966), Turkije (1955), Turkmenistan (1997), Uruguay (2001), Verenigd Koninkrijk (1953), Verenigde Staten (1956), Vietnam (1956), Wit-Rusland (1956, nog als de Wit-Russische SSR), Zambia (1973), Zuid-Afrika (1953), Zweden (1954), Zwitserland (1953)

## Verdere ontwikkelingen
Dat vrijheid een fundamenteel mensenrecht betreft, dat derhale ieder mens van slavernij en gedwongen arbeid dient te worden gevrijwaard en dat dit een recht betreft waarop ieder natuurlijk persoon als rechtssubject altijd en overal aanspraak kan maken, stond nog niet letterlijk vermeld in de tekst van deze conventie uit 1926, die weliswaar slavernij en slavenhandel beschouwde als een uit te bannen misstand, doch zich vooral richtte op de verplichtingen van staten en niet zozeer op de rechten van individuen. Deze belangrijke ontwikkeling vond pas in 1948 plaats onder de Verenigde Naties, middels het aannemen van de Universele Verklaring van de Rechten van de Mens. Overigens was er een wijdverbreide consensus ontstaan dat de definitieve uitbanning van slavernij nog slechts een kwestie van tijd zou zijn. Toen in 1951 het VN-Vluchtelingenverdrag werd aangenomen, ontbrak daarin vlucht uit of voor slavernij dan ook als asielgrond.
Kort na de Internationale Slavernij-Conventie kwam in 1930, eveneens onder auspiciën van de Volkenbond, ook de Conventie tegen Dwangarbeid tot stand.

## Aanvullingen
Het verdrag werd onder de Verenigde Naties gewijzigd bij het protocol dat op 7 juli 1955 in werking trad.
De definitie van slavernij werd verder verfijnd en uitgebreid door een aanvullend verdrag van 1956, de Supplementary Convention on the Abolition of Slavery, the Slave Trade, and Institutions and Practices Similar to Slavery. Doel ervan was het vergroten van de nationale en internationale inspanningen gericht op de afschaffing van de slavernij, de slavenhandel en "met slavernij gelijk te stellen instellingen en praktijken". In de preambule van deze aanvullende conventie werd uitdrukkelijk verwezen naar de inmiddels in 1948 aangenomen Verklaring van de Rechten van de Mens.
"Met slavernij gelijk te stellen instellingen en praktijken" werden volgens de definitiebepaling in artikel 1 van deze aanvullende conventie omschreven als:
(a) Pandelingschap: de staat of toestand waarin een schuldenaar zijn eigen diensten of die van een persoon over wie hij zeggenschap heeft, heeft verbonden als zekerheid voor een schuld, indien de op redelijke wijze vastgestelde waarde van die diensten niet wordt gerekend tot delging van de schuld of indien de duur van die diensten niet beperkt noch hun aard nauwkeurig omschreven zijn;
(b) Lijfeigenschap: de staat of toestand waarin een pachter die krachtens wet, gewoonte of overeenkomst gehouden is op land dat aan een ander behoort, te wonen en te werken en aan die ander bepaalde diensten te verlenen, al of niet tegen vergoeding, en aan wie het niet vrij staat in die rechtstoestand wijzigingen aan te brengen;
(c) Elke instelling of praktijk waarbij:
(i) een vrouw, zonder het recht zulks te weigeren, tegen betaling in geld of in goederen door haar ouders, voogd, familie of een andere persoon of groep personen ten huwelijk wordt beloofd of gegeven; of
(ii) de echtgenoot van een vrouw, zijn familie of zijn „clan” het recht heeft haar onder bezwarende titel of anderszins aan een ander over te dragen; of
(iii) een vrouw bij de dood van haar echtgenoot door een ander kan worden geërfd.
(d) Elke instelling of praktijk waarbij een kind of jeugdige persoon, jonger dan achttien jaar, door zijn beide natuurlijke ouders of een van hen of door zijn voogd aan een ander wordt overgedragen, al of niet tegen beloning, met het doel het kind of de jeugdige persoon zelf dan wel zijn arbeid te exploiteren.

## Originele verdragstekst
Het document met de originele verdragstekst en de handtekeningen van de diplomaten die die verdragsluitende partijen vertegenwoordigden wordt bewaard in de archieven van de Volkenbond, die in 1946 werden overgedragen aan de Verenigde Naties en zijn ondergebracht in het VN-kantoor te Genève. Deze archieven werden in 2010 ingeschreven in het UNESCO-Memory of the World-register.